# Yokosuka H7Y
Yokosuka H7Y (яп. 十二試特殊飛行艇, Експериментальний летючий човен морський Тип 12-Сі) — експериментальний летючий човен Імперського флоту Японії періоду Другої світової війни.
Кодова назва союзників — «Тіллі» (англ. Tillie).

## Історія створення
Yokosuka H7Y — найбільш засекречений та загадковий проєкт японського літака. У 1937 році Імперський флот Японії сформулював технічне завдання 12-Сі на побудову наддальнього три-чотиримоторного летючого човна. Максимальна дальність польоту мала становити 9250 км з бомбовим навантаженням 1600 кг. Така велика дальність польоту була обумовлена бажанням флоту завдавати торпедно-бомбових ударів по кораблях ВМС США у Перл-Гарборі без проміжного дозаправлення в морі. Розробку літака було доручено конструкторському колективу 1-го арсеналу флоту в Йокосуці, яким керував Дзюн Окамура.
Проєкт був ретельно засекречений, ніхто, крім розробників, не знав про нього. Цим пояснюється той факт, що до наших днів не збереглись фотографії чи схеми літака, і різні автори дають суперечливу інформацію про його конструкцію.
Скоріш за все, літак був чотиримоторний, з двигунами Junkers Jumo 205C, які були закуплені в Німеччині. Крім того, японські конструктори вивчали досвід розробки німецького літака Dornier Do 26.
Деякі дослідники стверджують, що літак Yokosuka H7Y був двомоторним, проте це є малоймовірним, зважаючи на масу літака (18 000 кг).
Перший і єдиний прототип був збудований у 1939 році. Це був летючий човен з високо розташованим крилом та чотирма двигунами. Конструктори надавали великого значення аеродинамічним характеристикам літака, тому фюзеляж, крило та капоти двигунів мали мінімальну кількість виступаючих частин. Для збільшення дальності польоту довелось пожертвувати оборонним озброєнням (хоча, за деякими джерелами, літак був озброєний 20-мм гарматою та трьома 7,7-мм кулеметами).
У ході випробувань максимально полегшений H7Y показав незадовільні результати. Фюзеляж виявився недостатньо жорстким. У ході зльоту крила занадто небезпечно коливались. Через недостатню потужність двигунів зліт з води був утруднений.
Спроби конструкторів підсилити конструкцію планера призвели до збільшення маси, внаслідок чого виявилось неможливо досягти Гавайських островів без дозаправлення. А з дозаправленням у морі з підводних човнів завдавати ударів по Перл-Гарбору міг проєктований летючий човен Kawanishi H8K, який міг нести значне бомбове навантаження та був добре захищений. Таким чином, у 1940 році проєкт Yokosuka H7Y був закритий.
Хоча проєкт Yokosuka H7Y був надзвичайно засекречений, тим не менше, по американському реєстру позначень він проходив під назвою «Тіллі» (англ. Tillie).